# San Telmo (Santa Cruz de La Palma)
San Telmo es un barrio de la ciudad de Santa Cruz de La Palma (Canarias, España). Situado en el sur de la capital palmera, se compone de los núcleos de la Barriada de San Telmo, El Galión, La Luz, La Portada, El Tanquito y Timibúcar.

## Toponimia

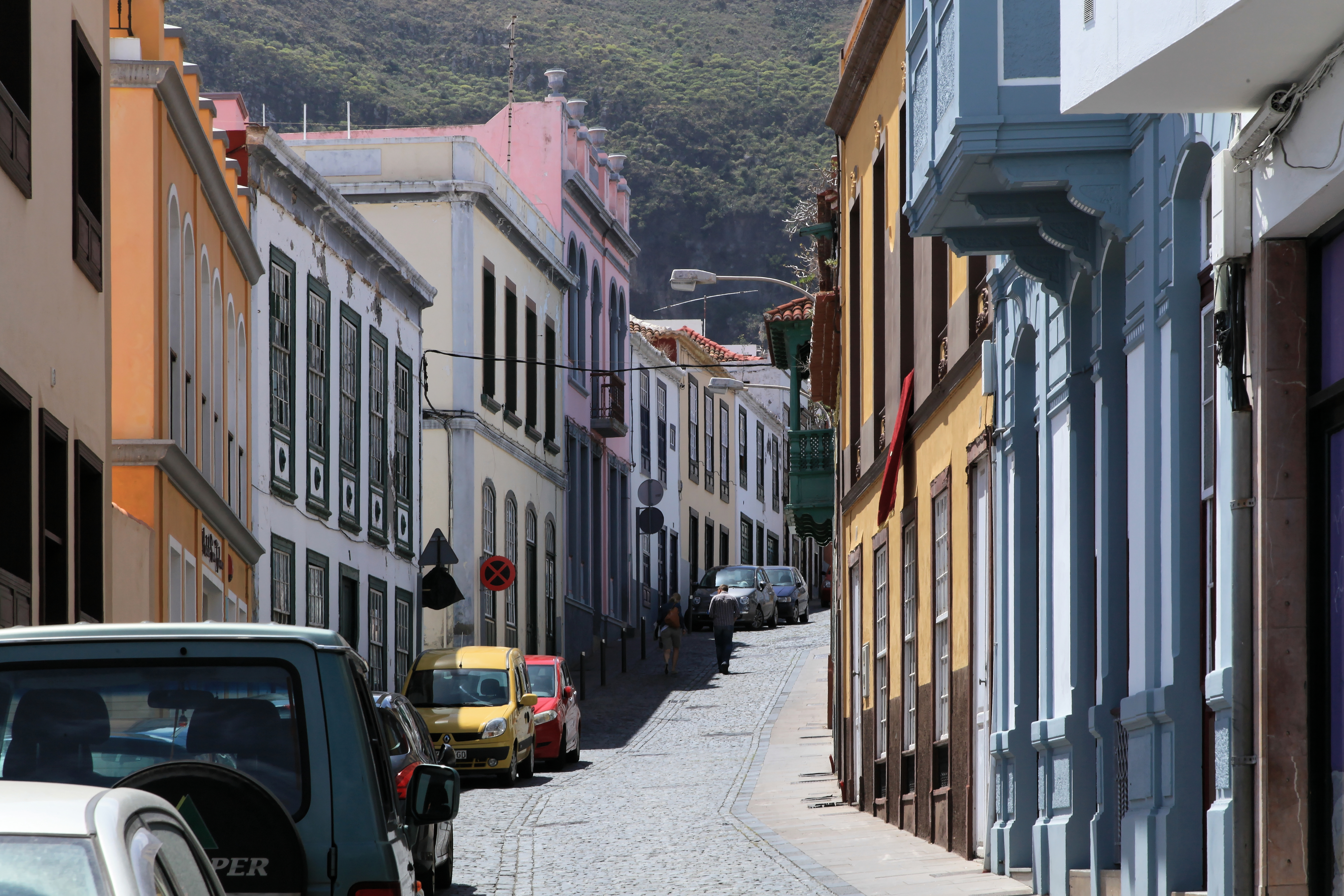
Calle San Telmo

La calle y el barrio de San Telmo deben su nombre al santo patrón del lugar, honrado como patrono de los marineros por el catolicismo. Nuestra Señora de la Luz es también patrona, y da nombre al risco sobre el que se sitúa la ermita del barrio.
Timibúcar es la escritura contemporánea del término mencionado como Tenibucar por Juan de Abréu Galindo en su obra sobre la conquista de La Palma. Diversos autores han analizado este topónimo como una voz compuesta por dos palabras prehispánicas, time (risco) y bucar (hondonada), con un sentido semejante a 'hondonada del risco' o 'caldereta', aunque también se ha señalado una posible procedencia románica por la voz búcaro. Otros núcleos del barrio hacen referencia a la antigua arquitectura del lugar, como El Tanquito o La Portada, en este último caso a la antigua puerta sur de entrada a la ciudad a través de sus murallas defensivas.

## Geografía

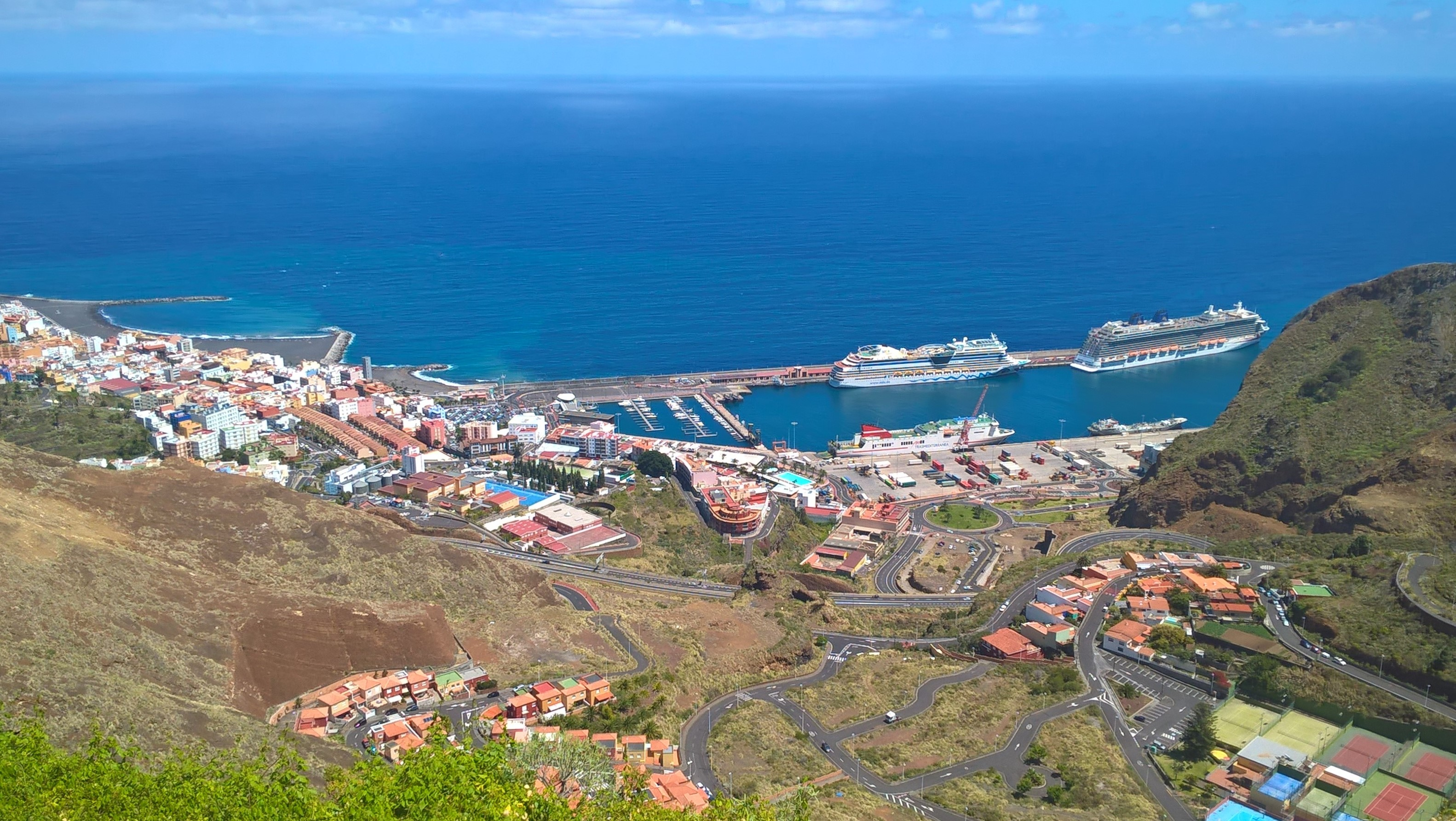
La Caldereta

El barrio de San Telmo se haya parcialmente dentro del Casco Histórico de Santa Cruz de La Palma. La parte vieja se asienta sobre el lomo situado al sur del barranco de Los Dolores, enclavado en una escarpada orografía que le da al conjunto la apariencia de un anfiteatro. El barranco Zamora servía de límite septentrional con el barrio artesano de San Sebastián, pero en la actualidad su cauce está cubierto por la calle Parraga, actuando el IES Alonso Pérez Díaz y la plaza de Santo Domingo como divisoria. El risco de La Luz se corresponde al tramo del antiguo acantilado costero que va entre el barranquillo de Degredo y Santo Domingo, situando al barrio sobre la parte alta del centro urbano y su muelle.

Al sur del barranco Degredo, que nace en los altos del Risco de La Concepción, se sitúa el territorio anteriomente conocido como Caldereta de fuera, en referencia al cráter del extinto hidrovolcán. Era un territorio que alcanzaba la costa a través del risco Calafate, desmantelado a principios del siglo xx para utilizar su material en la ampliación del puerto. Es en esta zona, alrededor de la carretera del Galión, donde se levantan los núcleos más modernos del barrio (El Galeón, La Portada y Timibúcar). El límite del término municipal con Breña Alta fue modificado a favor de Santa Cruz en los años 1950, siguiendo una línea recta que corre paralela a la actual vía exterior de la capital palmera, marcando así el límite con la antigua Caldereta de dentro, simplificada en el presente en La Caldereta.
| Noroeste: La Cuesta           | Norte: Calcinas             | Nordeste: San Sebastián          |
| Oeste: Risco de La Concepción |                             | Este: Centro del Casco Histórico |
| Suroeste: La Caldereta        | Sur: Risco de La Concepción | Sureste: El Muelle               |

## Historia

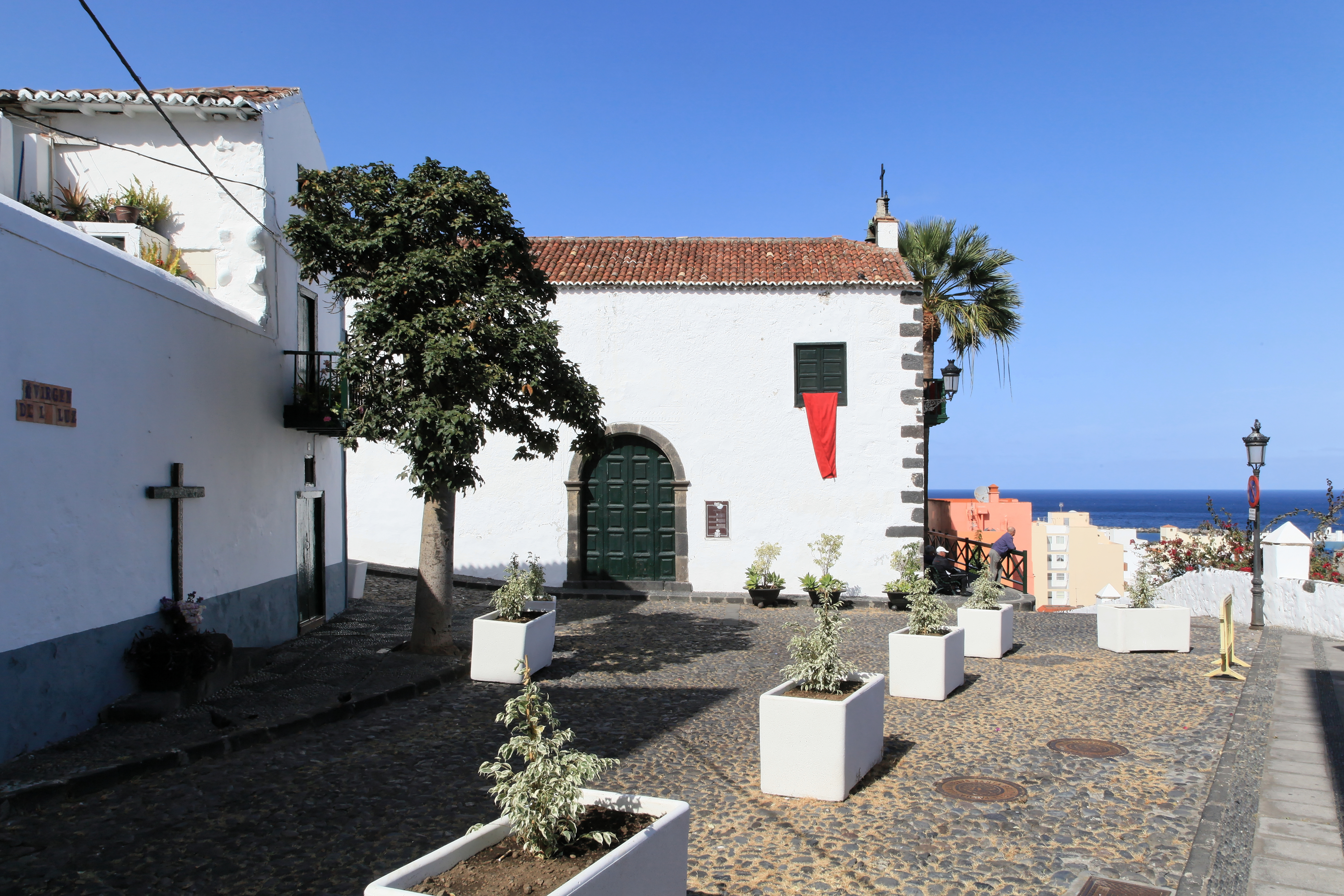
Ermita de San Telmo

El asentamiento de San Telmo se inicia en el siglo xvi, sobre el acantilado situado al oeste de la calle real que desciende hacia el puerto (O'Daly). Relacionado con el mar y las actividades de los mareantes desde sus orígenes, el poblado cuenta desde bien pronto con una ermita dedicada a San Pedro González Telmo, patrón de los marineros, mencionada ya en un testamento de 1551, y en 1591 se fundó en ella la Cofradía de Mareantes. La calle de San Telmo servía de salida sur de Santa Cruz, a través de una portada construida como parte del sistema defensivo de la ciudad.
En 1821 se abre el cementerio municipal en la zona de El Galión, y en 1871 se inaugura la cárcel de El Cabo. Comenzado el siglo xx, se inicia la urbanización del barrio de La Portada y sobre los años 1960 se construye la barriada de San Telmo, en los terrenos de la antigua finca de Pintado.

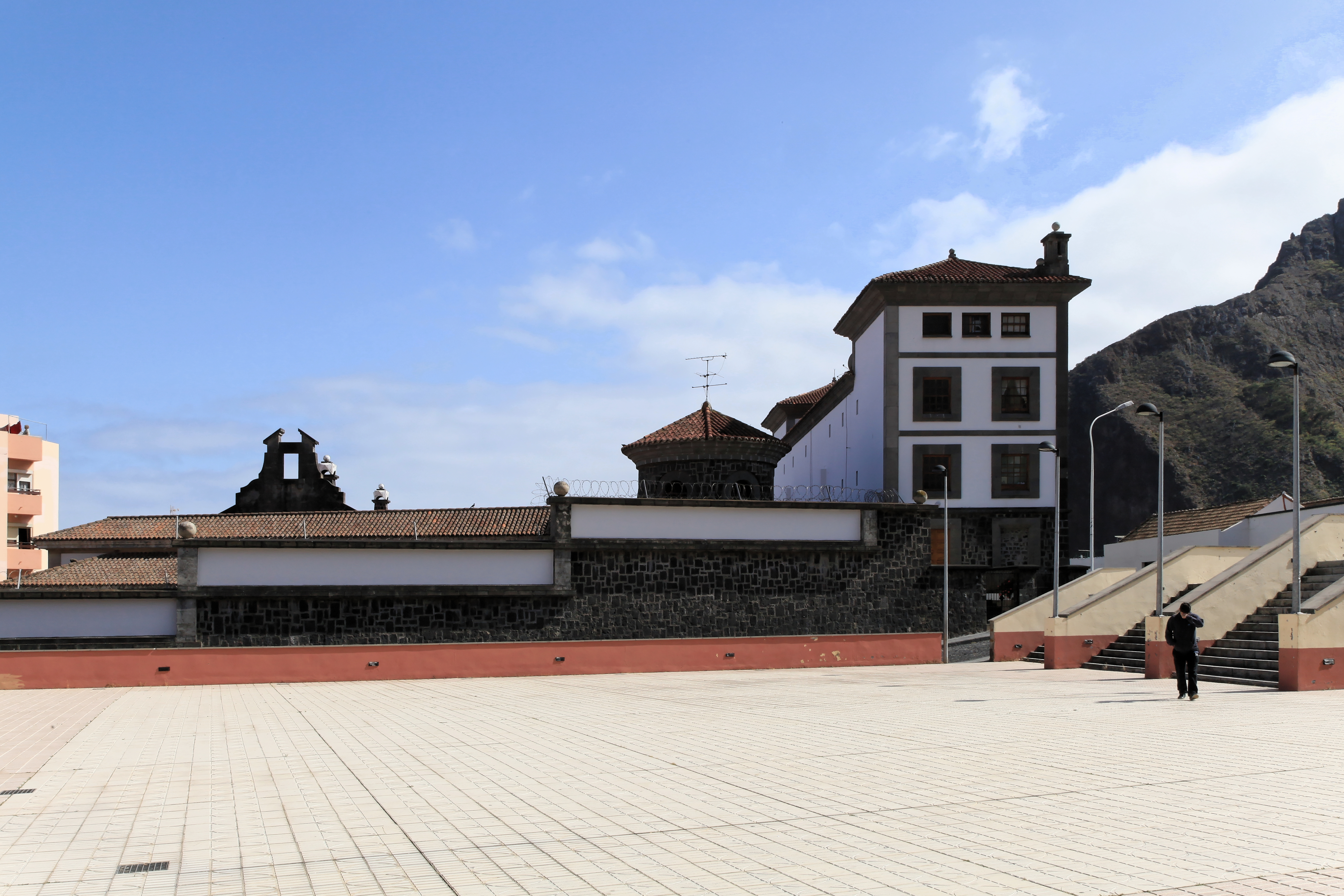
Plaza Quisisana y Prisión Central

En 1951, el naufragio del motovelero Quisisana frente a las costas de Barlovento resultó en la muerte de diez personas, muchas de ellas vecinos del barrio. En honor a las víctimas se erigió una plaza conmemorativa en 2001.
En 2020 se pone en marcha el ascensor urbano de La Luz, que une el barrio con la zona de El Muelle.